# Jaime Siles Ruiz
Jaime Siles Ruiz (València, 16 d'abril de 1951) és un reconegut poeta, filòleg, crític literari, traductor i catedràtic universitari espanyol.

## Biografia
Jaime Siles inicia en 1968 estudis universitaris de Filosofia i Lletres a València, i dos anys més tard es trasllada a la Universitat de Salamanca, on continua els seus estudis superiors. Es llicencia en Filosofia i Lletres i obté el doctorat (1976) en Filologia Clàssica, en tots dos casos amb Premi extraordinari. La seua tesi, Léxico de las inscripciones ibéricas, es considera la primera consagrada íntegrament a una llengua preromana, l'ibèric, i va ser publicada 9 anys més tard. Aquest treball és l'iniciador de nombroses investigacions sobre la llengua ibèrica.
En 1974 havia marxat a la Universitat de Tübingen per a ampliar estudis amb una beca de la fundació March, sota la direcció d'Antonio Tovar, i va ser investigador a Colònia entre 1975 i 1976. Després del doctorat comença a treballar com a professor de Filologia llatina a Salamanca (1976-1980), a la Universitat d'Alcalá d'Henares (1980-1982), i va ser catedràtic a la Universitat de La Laguna (1983).
En 1983 és nomenat director de l'Institut espanyol de Cultura a Viena, així com agregat cultural a l'Ambaixada d'Espanya en Àustria. Durant aqueixos anys (1983-1990) va ser professor visitant en diferents universitats europees: Salzburg (1984), Graz (1985), Bèrgam, Berna. A la Universitat de Viena va ser catedràtic honorari (1984-1986).
També ha ensenyat a la Universitat de Wisconsin, als Estats Units. Després va ser catedràtic a la universitat suïssa de Sankt Gallen fins al 2002, on va ser degà de Ciències de la Cultura de 1997 a 1998.
Torna a Espanya, i des de 1990 és catedràtic de Filologia Llatina a la Universitat de València.
Ha sigut President de la SEEC (Societat Espanyola d'Estudis Clàssics), i actualment dirigeix la col·lecció d'Estudis Clàssics de la Institució Alfons el Magnànim.

## Obra
Encara que destaca com a poeta, Siles ha conreat també l'assaig, ha fet traduccions, ha prologat altres obres, i ha publicat nombrosos articles d'investigació sobre temes molt diversos, com ara la crítica literària, l'art, la filologia clàssica i la literatura en espanyol. A continuació hi ha un llistat representatiu i no exhaustiu de la seua obra.

### Poesia
Siles ha sigut un poeta molt precoç: amb només 18 anys publica el seu primer poemari, Génesis de la luz, amb epíleg de Guillermo Carnero. Des de jove manifesta un gran interés pels poetes d'avantguarda –especialment Lorca, Alberti, Aleixandre– i mostra d'això és, a més de les seues prolífiques lectures, la seua amistat amb Vicente Aleixandre, amb el qual ha mantingut una abundant correspondència epistolar.
En 1970 apareix en l'antologia Nueva poesía española, de Martín Pardo.
- Génesis de la luz (1969)
- Biografía sola (1971)
- Canon (1973), premi Ocnos
- Alegoría (1977)
- Poesía 1969-1980 (1982)
- Música de agua (1983), premi nacional de la Crítica
- Colvmnae (1987)
- Poemas al revés (1987)
- El gliptodonte y otras canciones para niños malos (1990)
- Semáforos, semáforos (1990), premi Loewe de poesia
- Poesía 1969-1990 (1992)
- Himnos tardíos (1999), premi Internacional Generación del 27
- Pasos en la nieve (2004)
- Colección de tapices (2008)
- Actos de habla (2009), premi Ciudad de Torrevieja
- Desnudos y acuarelas (2009), premi Tiflos
- Horas extra (2011)
- Cenotafio: antología poética, 1969-2009 (2011)
- Tardes de Salamanca (2014)
- Galería de rara antigüedad (2018)

### Estudis i assaigs
- El barroco en la poesía española: conscienciación lingüística y tensión histórica (1975)
- Sobre un posible préstamo griego en ibérico (1976)[8]
- Diversificaciones (1982)
- Introducción a la lengua y literatura latinas (1983)
- Léxico de inscripciones ibéricas (1985)
- Mayans o El fracaso de la inteligencia (2000)
- Poesía y traducción: cuestiones de detalle (2005)
- Estados de conciencia: ensayos sobre poesía española contemporánea (2006)
- Bambalina y tramoya (2006), crítica teatral
- Tramoya y bambalina (2008), crítica teatral

## Premis i distincions
- 1973: Premi Ocnos de Poesia, per Canon[9]
- 1983: Premi de la Crítica del País Valencià i Premi nacional de la Crítica, per Música de agua
- 1989: II Premi Internacional Loewe de Poesia, per Semáforos, semáforos[10]
- 1998: I Premi Internacional Generación del 27, per Himnos tardíos[11]
- 2003: Premi Teresa de Ávila, pel conjunt de la seua obra
- 2004: Premi de les Lletres Valencianes[12]
- 2005: Acadèmic de la Reial Acadèmia de la Història
- 2008: XIX Premi Nacional de Poesia José Hierro, per Colección de tapices
- 2008: XIII Premi Internacional de Poesia Ciudad de Torrevieja, per Actos de habla[13]
- 2009: XXII Premi Tiflos de poesia
- 2011: I premi de poesia Universidad de León, per Horas extra[14]
- 2013: Fill predilecte de la ciutat de València[15]
- 2014: Autor valencià de l'any, per la Generalitat Valenciana[16][17]
- 2014: Doctor honoris causa per la Universitat Blaise Pascal de Clermont-Ferrand (França)
- 2017: Premi "Andrés Bello" de la Academia Hispanoamericana de Buenas Letras[18]
- 2018: XXVIII Premi de poesia Jaime Gil de Biedma[19]